# Dayana Fedosova
Dayana Fedosova (13 de julio de 2001) es una deportista kazaja que compite en judo adaptado. Ganó una medalla de bronce en los Juegos Paralímpicos de París 2024, en la categoría de –57 kg (clase J2).

## Palmarés internacional
| Juegos Paralímpicos | Juegos Paralímpicos | Juegos Paralímpicos | Juegos Paralímpicos |
| Año                 | Lugar               | Medalla             | Categoría           |
| ------------------- | ------------------- | ------------------- | ------------------- |
| 2024                | París (Francia)     | Medalla de bronce   | –57 kg J2           |